# 三田城
三田城（さんだじょう）は、兵庫県三田市屋敷町・天神の周辺にあった日本の城。安土桃山時代以前の三田城については不明な点が多い。江戸時代以降は、領主となった九鬼家が無城主であったため、三田陣屋と称された。しかし、藩庁である三田陣屋は、それまでの旧三田城を取り込んで構築され、櫓や石垣などは築かれなかったものの、城郭に匹敵するほどの規模であった。

## 概要
三田の地は、摂津国、播磨国、丹波国を結ぶ要衝の場所で、有馬郡の中心として古くは栄えていた。郡内には有馬温泉があり、これが再三にわたり激しい戦力争いが行われるきっかけともなった。三田城の前身と言われている車瀬城がいつ頃築城されたのかははっきりしておらず、摂津有馬氏から九鬼氏に城主が替わり、やがて城下町がある三田城、もしくは三田陣屋に変化している。

## 沿革
南北朝時代に赤松氏が有馬郡に侵入、その後赤松氏の一族であった有馬氏が有馬郡を領有していた。その頃は三田の中心地は中世三田城東野上城（山城）で赤松氏範が築城したと言われている。その後有馬義祐が有馬郡の守護になる。三田城の周辺には金心寺があり、この寺は当時大きな勢力を持っていたと言われており、この周辺の支配の拠点があった可能性を示唆している。発掘調査から兵庫県立有馬高等学校の構内の増築工事に伴い、金心寺の礎石跡が発見され、当初の金心寺は屋敷町から中世三田城（古城）に広がる大寺院であったことが確認された。東野上城の山城から三田城に下ってきたのは、有馬郡が安定していたからと思われている。有馬氏は、有馬義祐から始まり『赤松諸家大系図』には、
| 「              | 延文三年ニ生レ摂州有馬郡三田ノ持主也 | 」 |
| —赤松諸家大系図 |                                      |    |

とあり、これ以降有馬氏が有馬郡を領有するが、居城がどこであった確かな史料はない。
三田城の築城時期に関しては多説あり、どの説が正しいのかは不明である。『三田城史』によると、車瀬城を築いたのが有馬村秀としている。また1582年（天正10年）に山崎片家が城主だった時に、家臣の車瀬政右衛門が縄張りをしたので「車瀬城」と呼ばれるようになったとも伝わっている。江戸時代初頭に志摩鳥羽から転封を命じられた九鬼氏は旧三田城に藩庁を置いたが、10代藩主の九鬼隆国は「車瀬城主九鬼隆国」なる落款を使用している。このことから、車瀬城は現在の兵庫県立有馬高等学校および三田市立三田小学校を中心とした旧三田城の別称と考えられる。その他、武庫川には今も「車瀬橋」の名が残っている。また『三田市史』によると有馬則景が車瀬に居館を造ったのが始まりともされている。荒木平太夫が2万石で領し三田城を築城、金心寺周辺を城下町に整備したとも言われている。

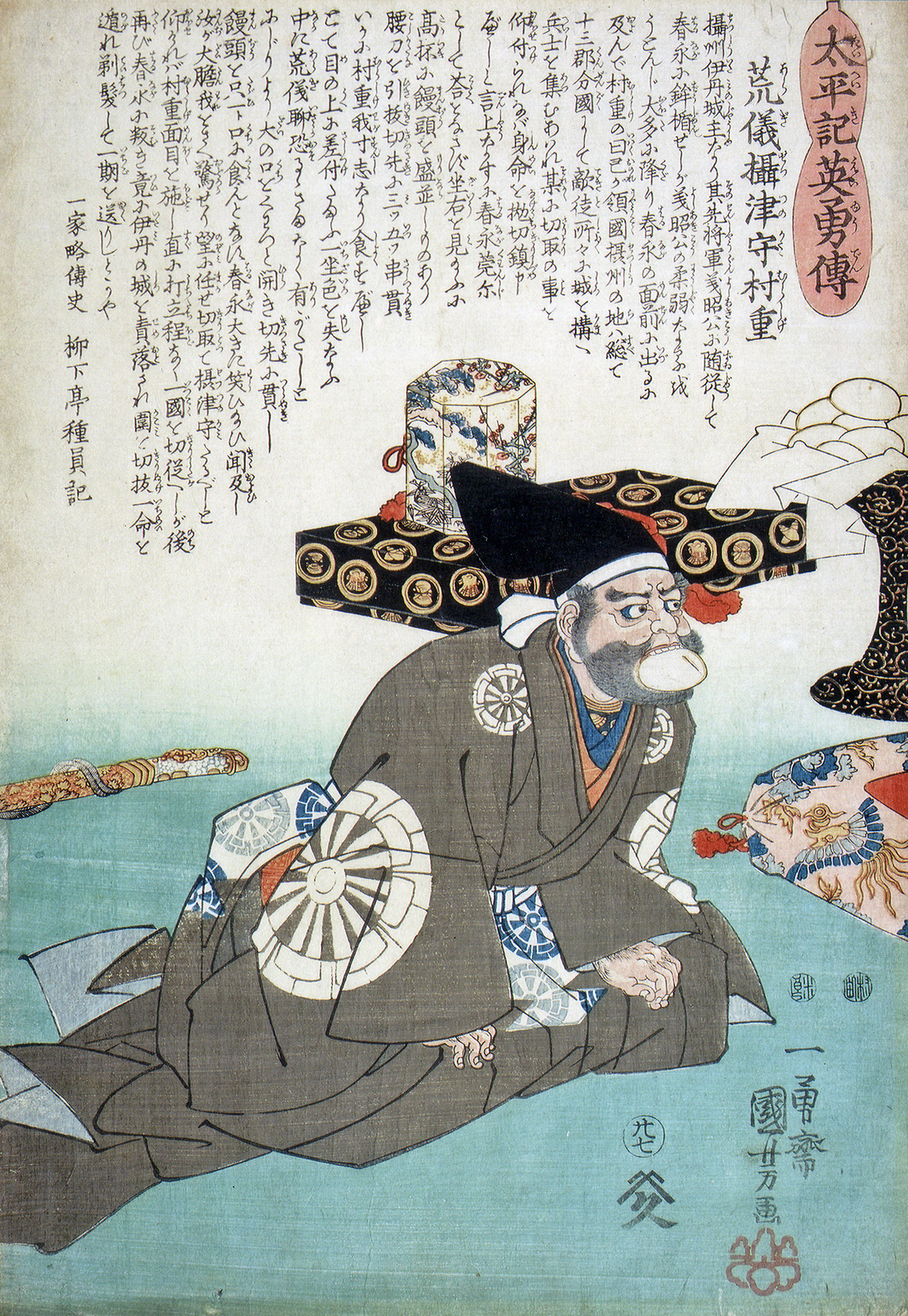
荒木村重錦絵図/伊丹市立博物館蔵

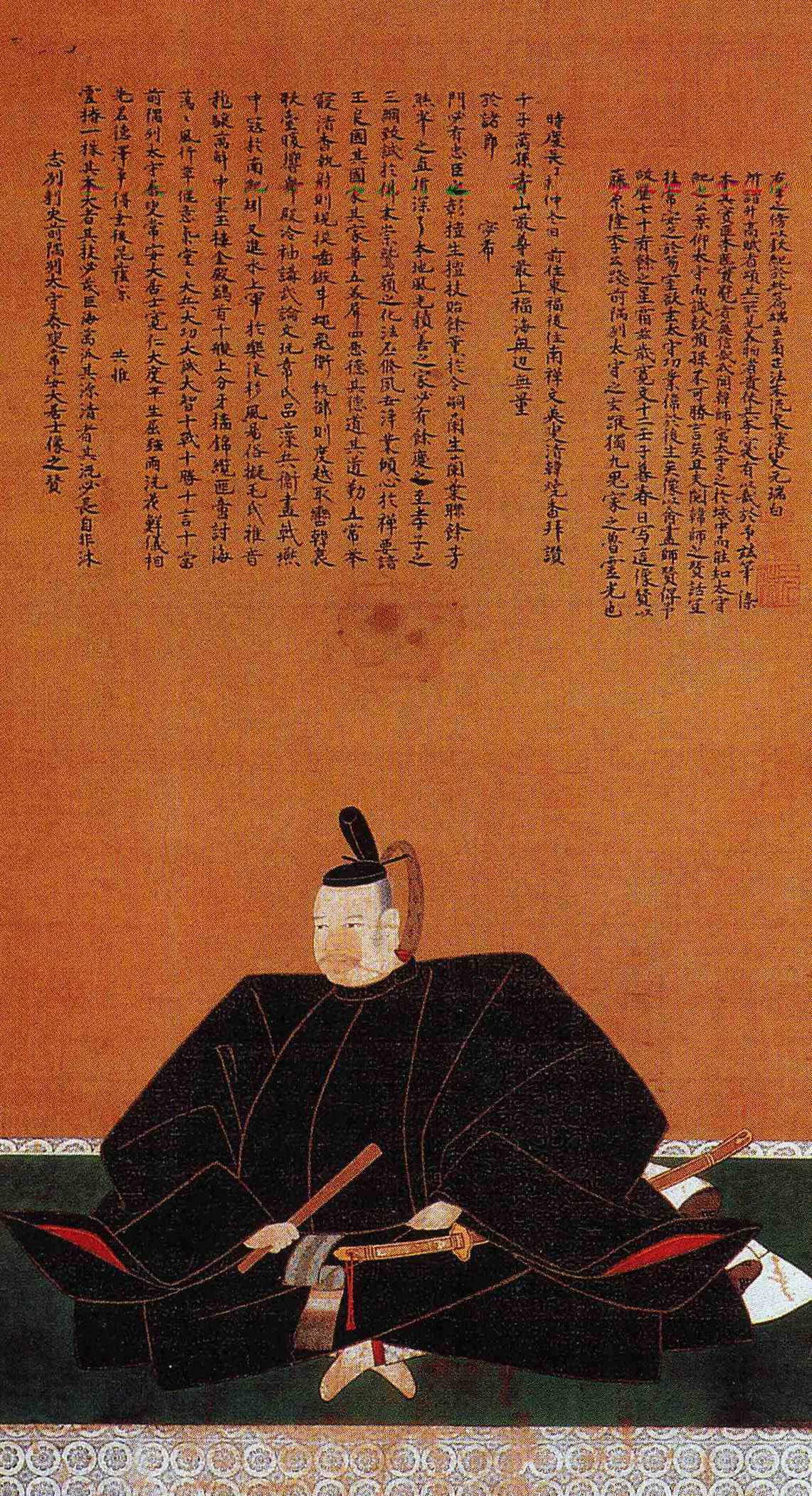
九鬼嘉隆画像/常安寺所蔵

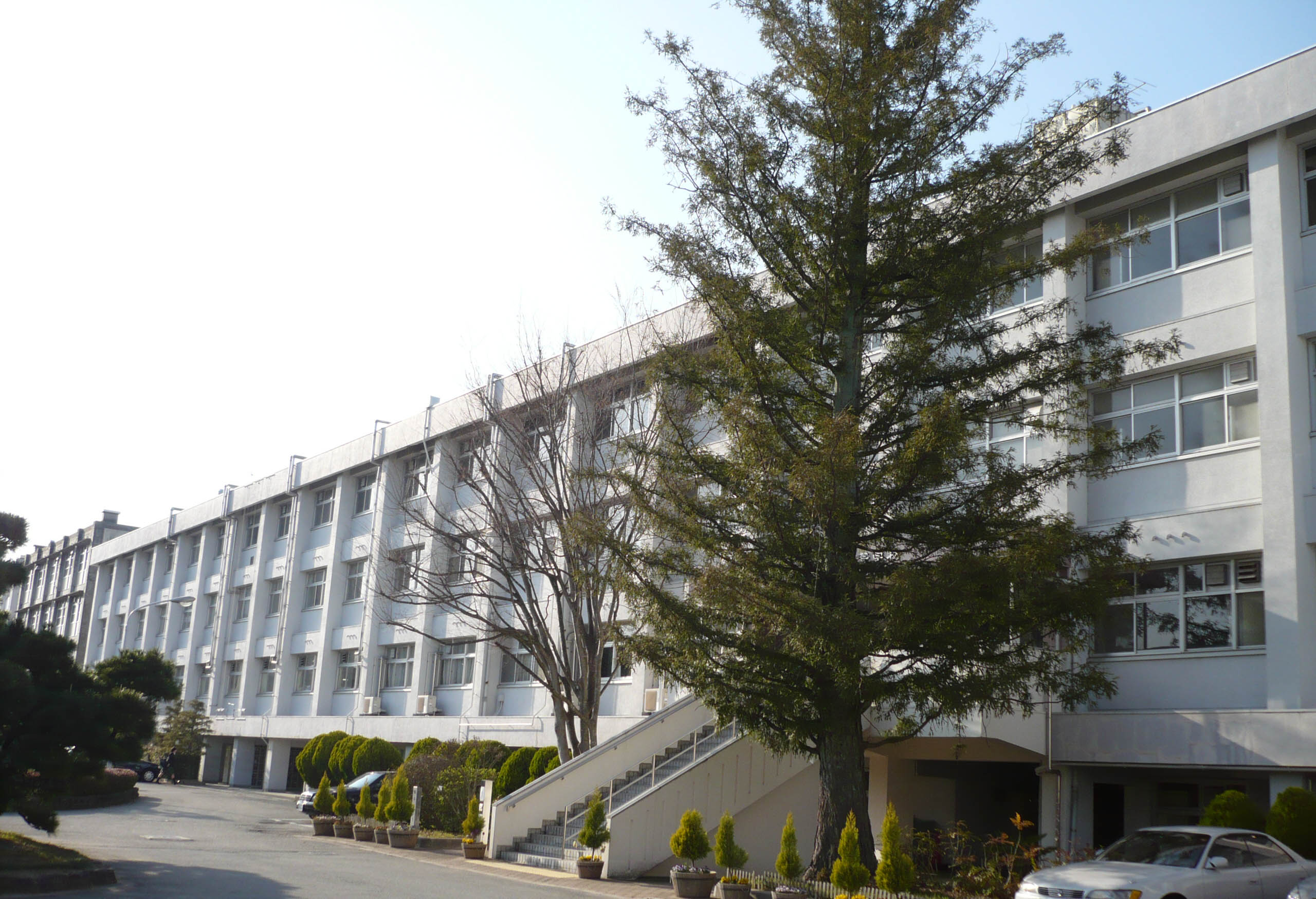
兵庫県立有馬高等学校の校舎

有馬国秀の時に荒木村重の支配下に入るが、1575年（天正3年）に不義の疑いがかかり自刃して果ててしまう。有馬氏の嫡流はここで絶えてしまう。その後三田城には、荒木氏一族の荒木平太夫が入城する。しかし、有岡城の戦いで村重が織田信長に背くと、1578年（天正6年）に羽柴秀吉、明智光秀、筒井氏らの武将に攻められ落城したようである。その後池田氏、三好信吉が三田城の城主となったが、1582年（天正10年）に近江国から入封した山崎片家が2万2千石で、次いでその息子山崎家盛が城主となり、三田城を修築した。
1600年（慶長5年）関ヶ原の戦いで山崎家盛は西軍に加担したため、因幡国若桜鬼ヶ城へ転封となる。次に三田城の城主となったのは、東軍に属した有馬氏庶流の有馬則頼で、淡河城を居城としていたが翌1601年（慶長6年）に2万石で入城した。だが1620年（元和6年）有馬豊氏のとき久留米藩に21万石で移封となり、摂津有馬氏の三田支配は終焉をむかえる。次に三田城の城主となったのは松平重直で、出羽国上山城から1626年（寛永3年）に入城した。しかし、6年後の1633年（寛永10年）に龍王城へ移封となる（高田藩 (豊後国) を参照）。

### 九鬼時代

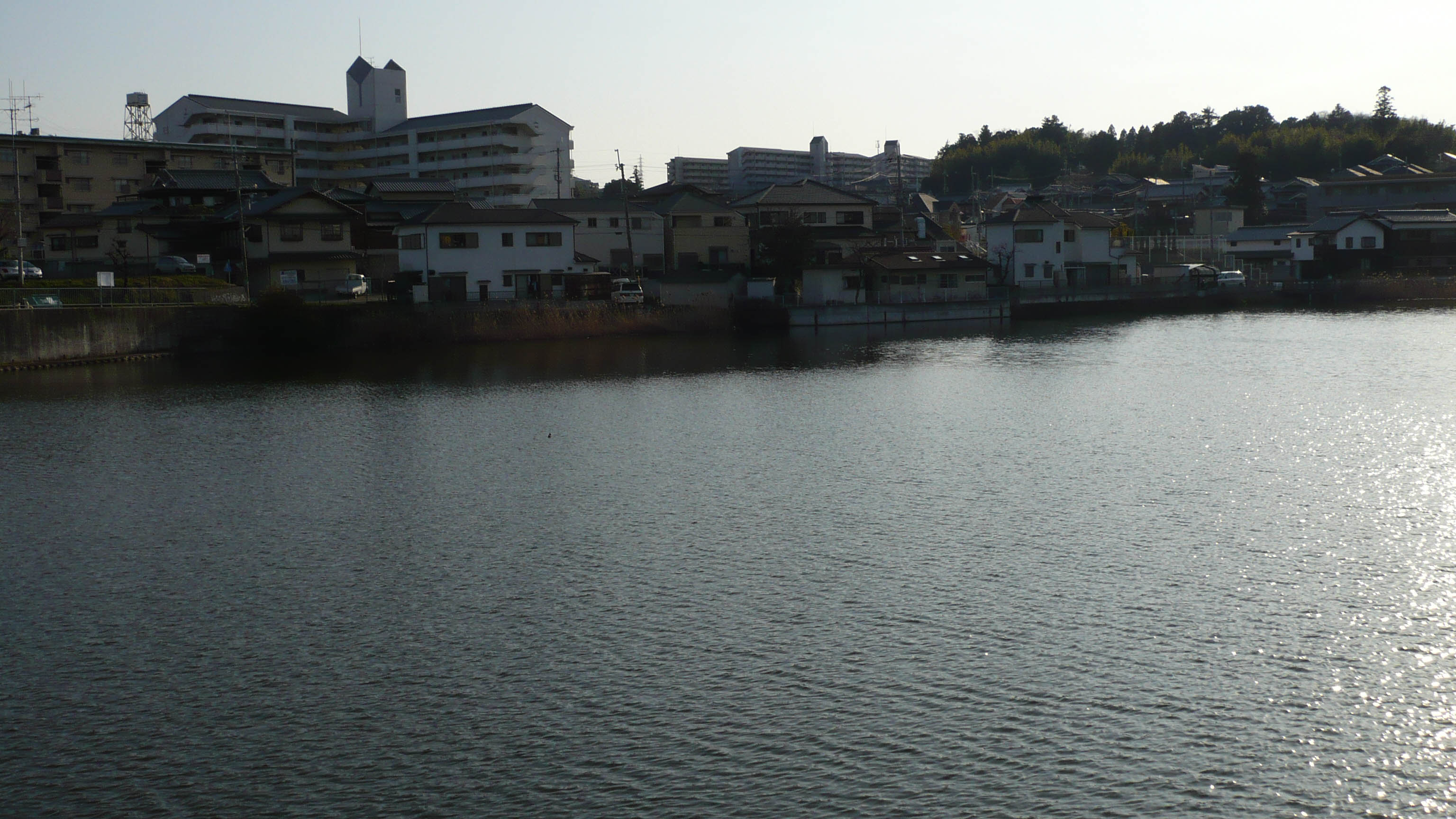
三田御池（大池）/三田城の南側に位置し、舟を浮かべて訓練したと言われている

その後、同年九鬼水軍で名が通っている九鬼久隆が志摩国の鳥羽城から三田城に3万6千石で替わってきた。明治維新まで約260年続いた九鬼時代の始まりである。
九鬼氏は紀伊国九鬼浦（現三重県尾鷲市九鬼町）から出た豪族で、九鬼嘉隆は織田信長に仕え毛利水軍を破り、名を挙げていた。関ヶ原の戦いでは嘉隆は西軍に、子の九鬼守隆は東軍に属して親子の争いになり、東軍の勝利後には父の助命を願い許されたが、父は自刃した後だった。戦功により守隆は鳥羽城で5万5千石の大名となった。守隆はその後も、大坂冬の陣では水軍を率いて海上封鎖し、また陸戦においても野田・福島の戦いで武功を挙げた。守隆が1632年（寛永9年）に亡くなると家督争いが起き、四男の九鬼久隆が継ぐことになったが、禄高を減らされ三田藩に移された。また三男の九鬼隆季には新規に2万石を与えられ、丹波国綾部藩の城主となった。『日本城郭大系』によると、禄高こそ宗家側が多かったが「幕府が守隆系を優遇し、嘉隆系を冷遇したことが理解できる」としている（系譜上は久隆も隆季も守隆の子で、いずれも嘉隆の孫であるので、守隆・嘉隆の2流に系統分けするのは正確ではない）。この時代、すでに水軍は必要とされなかった上に、新規築城は武家諸法度など幕法により認められなかったため、前領主の松平氏の居館を引き継ぐ形で、藩庁である「御館」を中心とした三田陣屋を本拠とした。三田陣屋には「大池」と呼ばれる池があり、水軍としての技術を忘れないため舟を浮かべて訓練したと伝えられている。また、10代藩主九鬼隆国は三田藩中興の祖ともうたわれ、蘭学への関心・理解が深く、のちに「日本の化学の祖」ともうたわれる川本幸民を抜擢・育成した。隆国は城主格に昇格したが、江戸幕府は引き続き居所を陣屋として扱った。最後の藩主九鬼隆義も洋学を進め、男子の服装を洋服に改めたりした。椅子、テーブルを使い、パン作りなど、藩を挙げて近代化に取り組んだ。

### 三田藩主
| 初代     | 2代      | 3代      | 4代      | 5代      | 6代      | 7代      |
| -------- | -------- | -------- | -------- | -------- | -------- | -------- |
| 九鬼久隆 | 九鬼隆昌 | 九鬼隆律 | 九鬼副隆 | 九鬼隆久 | 九鬼隆抵 | 九鬼隆由 |
| 8代      | 9代      | 10代     | 11代     | 12代     | 13代     |          |
| 九鬼隆邑 | 九鬼隆張 | 九鬼隆国 | 九鬼隆徳 | 九鬼精隆 | 九鬼隆義 |          |

明治維新まで存在していた三田城の跡地には、現在兵庫県立有馬高等学校及び三田市立三田小学校の敷地となり石碑が立っているのみで、城跡を思い起こす建造物は存在しない。

## 城郭

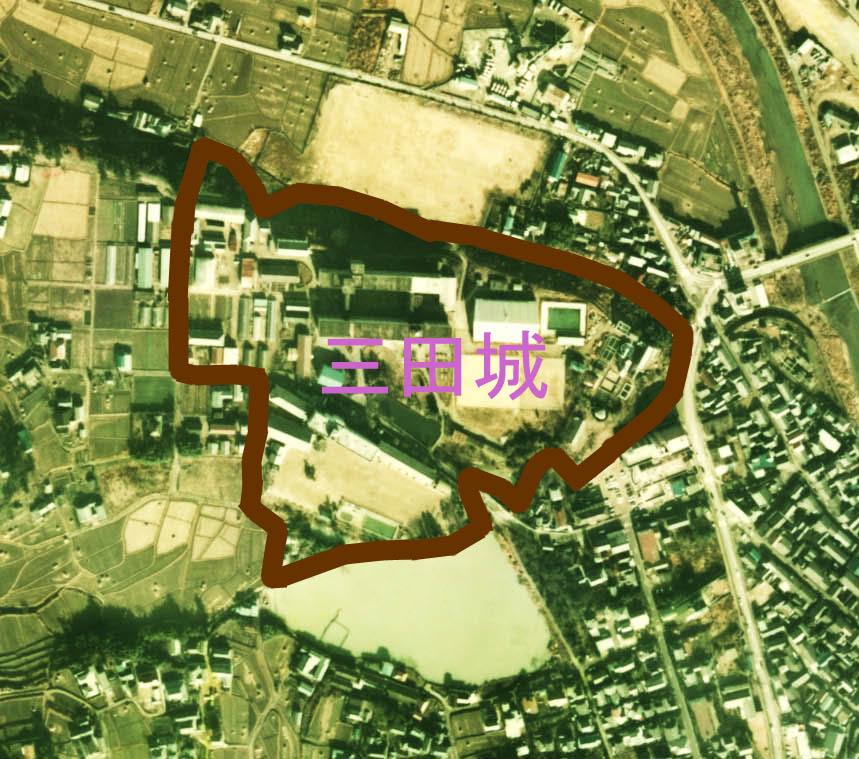
三田城位置図/

三田城は、武庫川の右岸に張り出した、三田丘陵に張り出した舌状を利用して建てられ、北、東、南側が約20mの崖になっており、天然の要害の地であった。
主郭部分は100m×150mの長方形で、東に1ヵ所、西に2ヵ所をそれぞれ空堀で区画して配置している。空堀の規模は埋め立てられて明確ではないが、幅10m、深さ5-10mを測る。主郭の両側の空堀は屈曲しており、横矢がかかるような防御施設ではなかったかと思われている。周辺には堀跡があり、家老屋敷、武家屋敷、歴代藩主の墓碑も残り、城下町の姿を現在につたえている。三田城は兵庫県立有馬高等学校の体育館の改装工事に伴う発掘調査で、3面にわたる火災面と整地層が確認され、3段階の改修が行われたと考えられている。
- 中世三田城時代
- 近世三田城時代
- 三田藩陣屋時代

各それぞれの遺構、遺物が検出されている。中世三田城時代とは「車瀬城」時代ではないかと考えられ、兵庫県立有馬高等学校辺りに「古城」という名が残っている。遺物などから16世紀後半と考えられ、遺構としては、堀、礎石建物、井戸、鍛冶炉、池状遺構、石組遺構が検出され、遺物としては、丹波焼、備前焼、瀬戸焼の他に、青磁碗、青花碗、皿などの輸入陶磁器が出土している。近世三田城時代の遺構としては石組み井戸が検出され、遺物としては山崎氏の家紋入り軒瓦が大量に出土した。三田藩陣屋の遺構としては、建物跡とゴミ穴のみが検出された。
兵庫県三田市立三田小学校の校舎・体育館などの建て替えに伴う数度の発掘調査では、建物跡（「三田御館指図」と位置的に一致しない）を示す礎石遺構や池状遺構・竈石組（現在も校長室床下に保存）、さらに九鬼氏以前のものと推定される小堀跡が検出されている。如上の検出から、旧三田城の城域に新たな知見を与えるとともに、陣屋「御館」が数度の増築・改築・立て替えが行われたとも推定される。
九鬼氏は「無城」であったため築城こそ許されなかったが、九鬼氏以前の旧三田城を取り込んで更に拡張し堀を廻らすなど、大規模な陣屋を構築している。藩内の人々からは「三田城」と呼称されていたとも伝えられている。10代藩主九鬼隆国は城主格に昇進するが、幕府の規定では城主格には築城が認められていないため、引き続き「三田陣屋」と公称される。
『三田町図』(油谷氏旧蔵・三田市蔵)や『三田古地図』『摂州三田図絵』によると、三田城陣屋は、まず本町通突き当たりを虎口にし釘抜門を設け、さらに進むと桜ノ馬場(サクランバンバ)がある。馬場沿いには舟蔵・御下屋敷・藩校(家老九鬼図書屋敷→国光館→造士館)・大手門があり、門内には内馬場と馬屋・番所がある。ちなみに御下屋敷は、藩主やその配偶者の隠居所、また藩主の子女・側室の生活の場であったようである。史料によれば、歴代藩主のなかで92歳という長寿を遂げた8代藩主九鬼隆邑（松翁）や11代藩主九鬼隆徳（松山）が隠居後の余生を御下屋敷で送ったことが確認できる。現在、御下屋敷の遺構として、築山・灯籠が元の場所に、黒門が三田市天神に所在する金心寺の山門として（移築に際して改変されている）、それぞれ遺存している。
大手門より緩やかな坂道を進むと堀があり、堀にかかる橋を渡ると陣屋表御門へと至る。陣屋は、四方を水堀(南は大池)で囲まれ、藩庁である御館や長屋・番所・大工小屋などで構成されていた。御館は、「三田御館指図」（「三田屋敷図」油谷氏旧蔵・三田市蔵）によると、御式台・御玄関・内玄関・御広間（上間・下間・次間の3間）・御小書院（上間・下間・溜之間の3間）・御大書院（上間・下間の2間）・御居間（上間・次間の2間）・御納戸・御兵法場・御風呂場・御時計間・御焚火間・広間・右筆部屋・御茶所部屋・御料理所・台所・御椀部屋・御勘定所・御茶所・御上台所（庭あり）・御下台所（庭あり）・御肴部屋・御茶間・御三ノ間・物置・御局・御守殿（上間・次間の2間）などの諸部屋が設けられている。しかし、御館には藩政にかかる実務を執り行う御用部屋・家老詰所などが見当たらない。これらの評定機関は内堀を挟んだ陣屋北側の二ノ丸に存在し、二ノ丸は長屋で囲まれた中に3棟の建物で構成されていた。2階建てであったとも伝えられている。さらに、元文4年（1739年）10月には二ノ丸内にあった藩士の越賀弥六郎の屋敷を召し上げて郷会所を設けている。史料には「代屋敷大名町明屋敷下され、……是迄居屋敷建具下置かれる、長屋は其侭差置く様仰付かる」とあるので、郷会所の設置に際して長屋の他は新築されたようである。その他の施設として、二ノ丸には竹小屋があった。二ノ丸の東には空堀を挟んで御茶屋が設けられている。御茶屋の東西南は堀に囲まれ、北は断崖状となっており、その崖上端に茶屋の建物がある。さらに御茶屋内には、門や矢来・内堀があり、非常に堅固な様相を見せ、単なる御茶屋としての性格には止まらず、一朝事あった際には本丸の役割を果たすようになっていたのではないかと考えられる。大分県玖珠郡玖珠町の森陣屋の「紅葉の御茶屋」や天守に見立てたとされる「栖鳳楼」と性格を一にするものかもしれない。御茶屋の東には、空堀を隔てた郭内に武器庫と土蔵があり、郭内北西角には「天守跡」（『摂州三田図絵』）・「古城」（『三田町図』）と、九鬼氏以前には天守が存在したことを示唆している。「天守跡」とある辺りには、昭和10年代から20年代まで土壇のような形状が遺存していたとのことである。さらに空堀を挟んだ郭内には焔硝蔵と古城稲荷社・姫高稲荷社（三田城の鬼門に当たるため）があった。
『三田古地図』には、現在の有馬高校グラウンド付近に、赤門長屋を備えた御下屋敷に準ずる御用屋敷が示されている。
大池の南側には武家屋敷が整然と並んでいた。三田城陣屋の東側には武庫川があり、城陣屋との間には町屋が造られていた。なお、武家地と町屋の境には木戸が設けられていた。武庫川を外堀として総構えの形式をとっていたと思われる。
三田の城下町・陣屋町の形成は、寛永10年（1633年）の九鬼久隆の三田入封により市街地の形態を整え始めたとも伝えられているが、九鬼氏以前の松平氏・有馬氏・山崎氏時代から徐々に形成されたとも考えられる。万治元年（1658年）には三田村より「三田町」として分離され、桶屋町・新町（福井町）・北町西組（鍛冶屋町）・北町東組・本町西組・本町東組・南町西組（裏町）・南町東組（裏町・戎町)・足軽町・湯山町の十丁町として発展する。さらに、その周縁が町場化し、四ツ町・河合町・新地の三丁が形成されていく。城下の入口（三田村口・京口・寺村口・狭間口・天神村口・三輪村口・田中村口）には、それぞれ木戸が設けられていた。
- 「三田御館指図」については、その史料的性格について検討の余地があり、当該指図に示されるものが実在したものであったかについても検証が必要である。

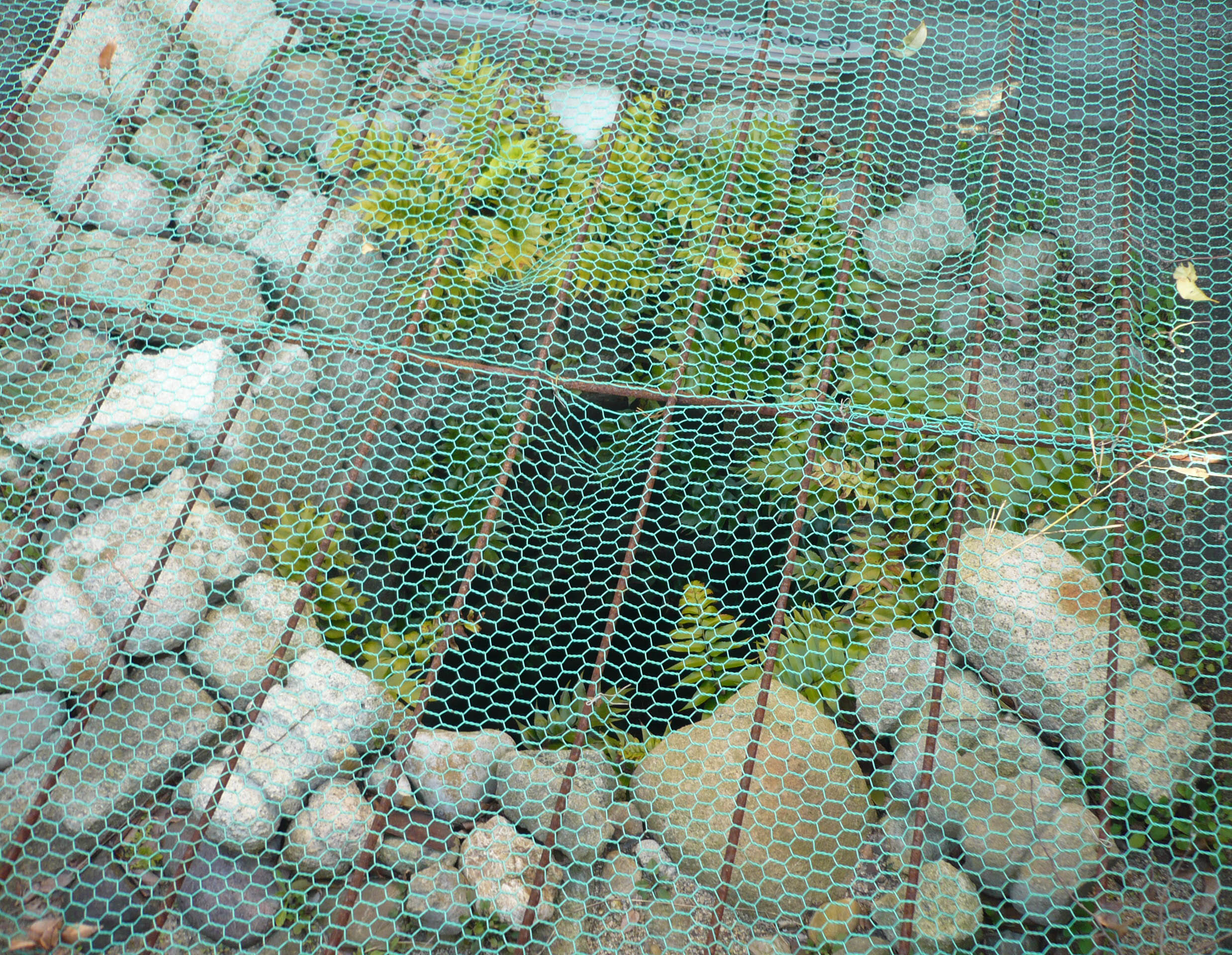
近世三田城時代の石組み井戸跡
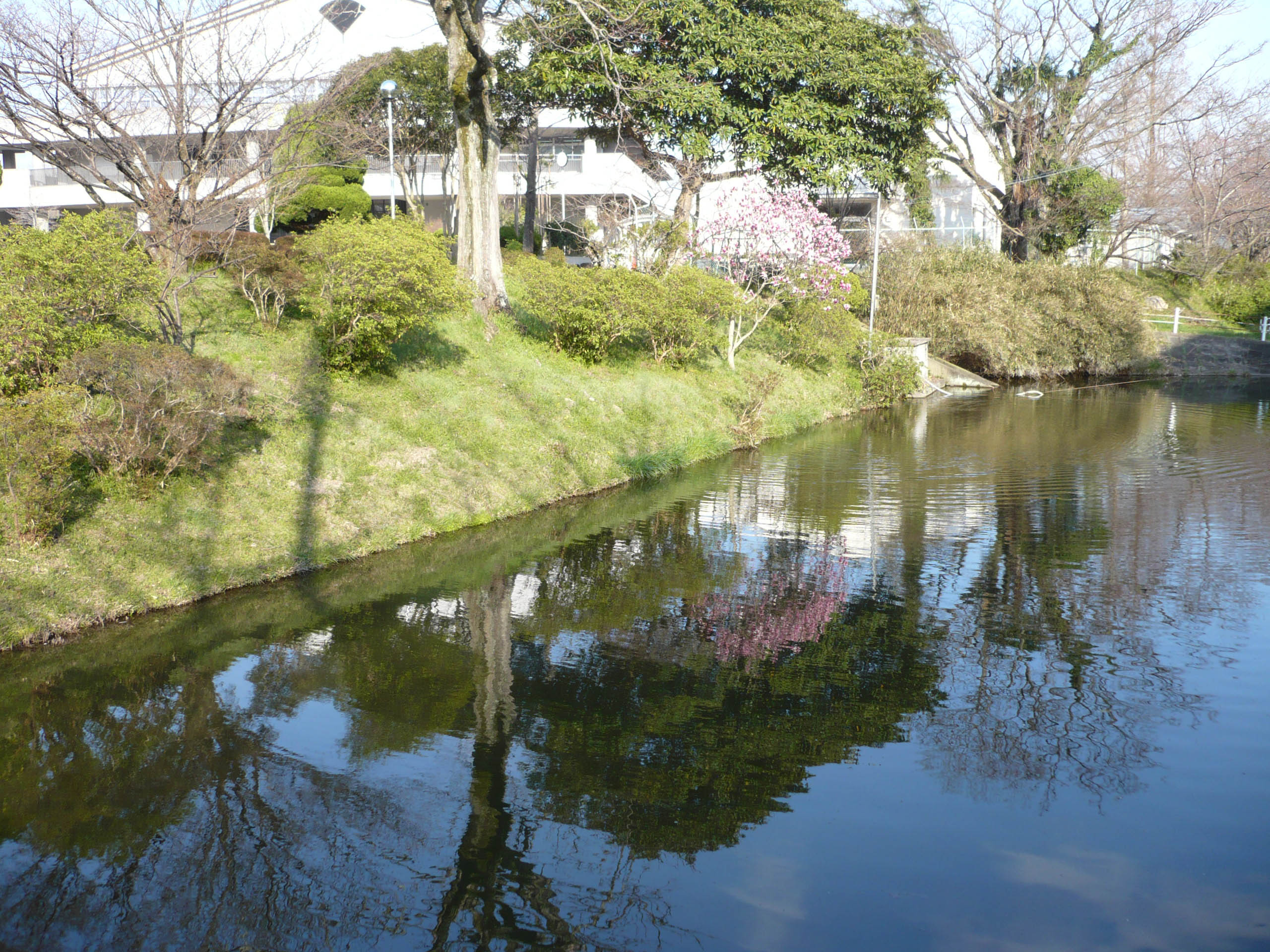
兵庫県立有馬高等学校の南側にある内堀跡
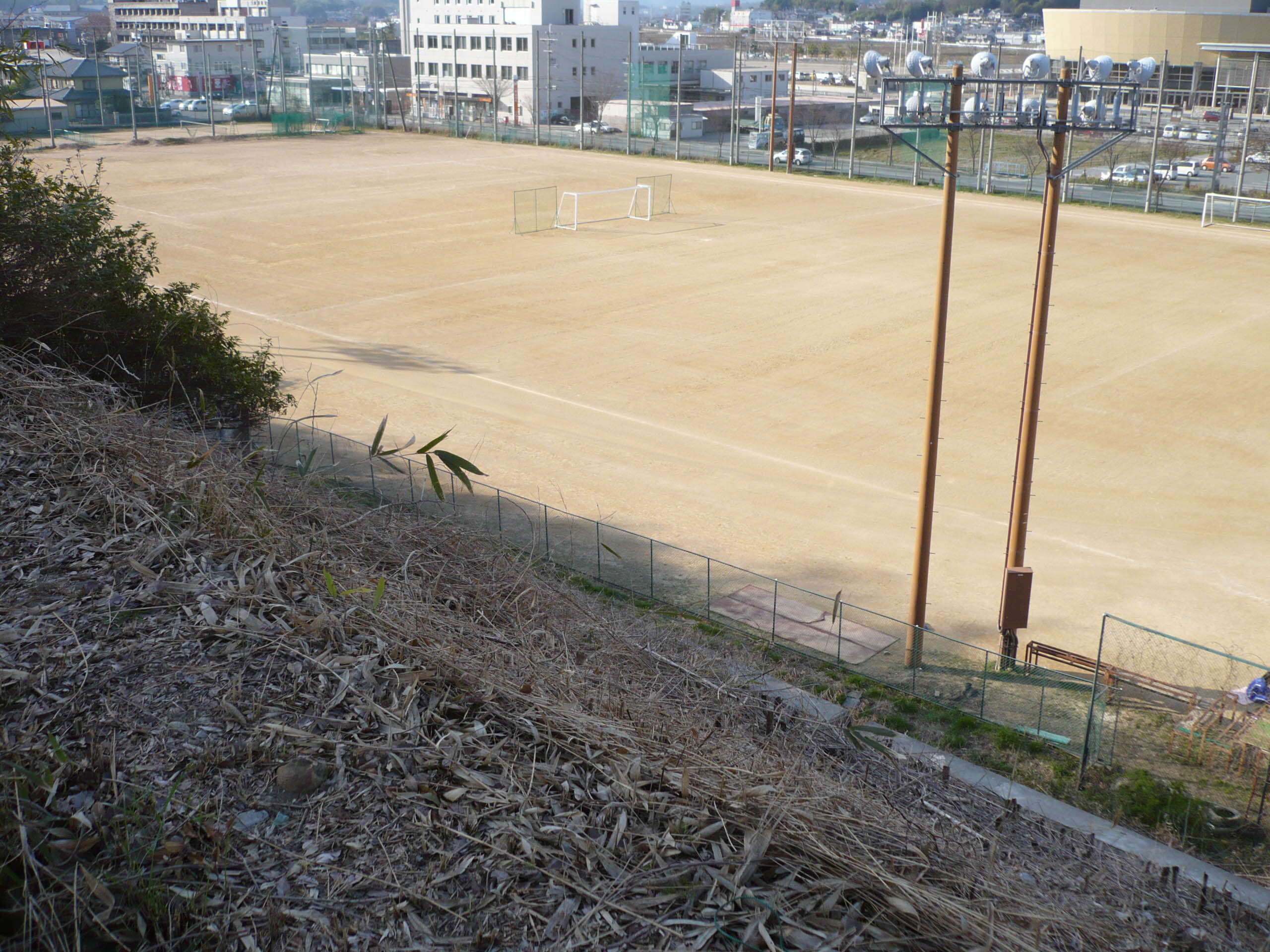
兵庫県立有馬高等学校のサッカー場/北側の崖
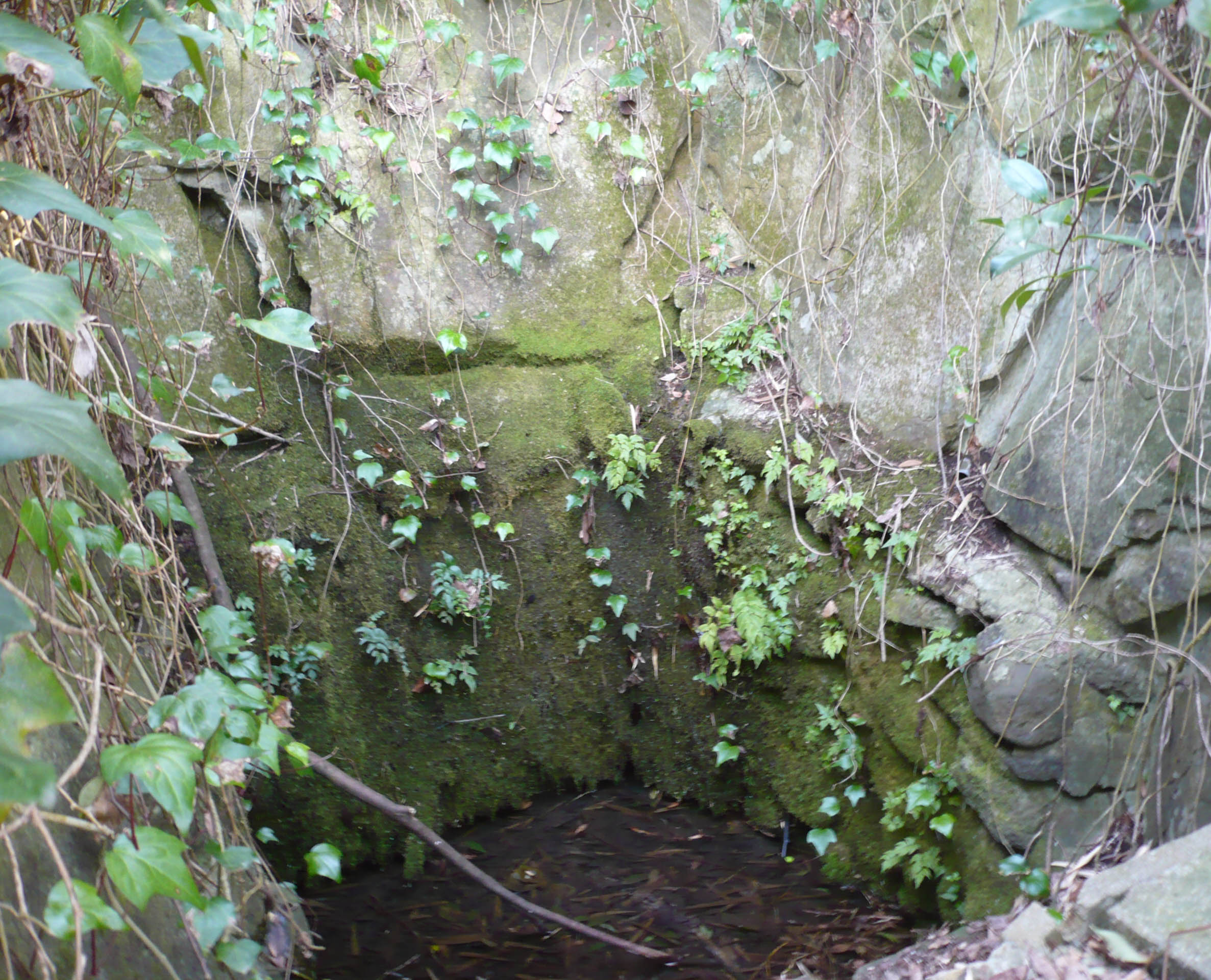
空堀近くにあるもう一つの井戸跡

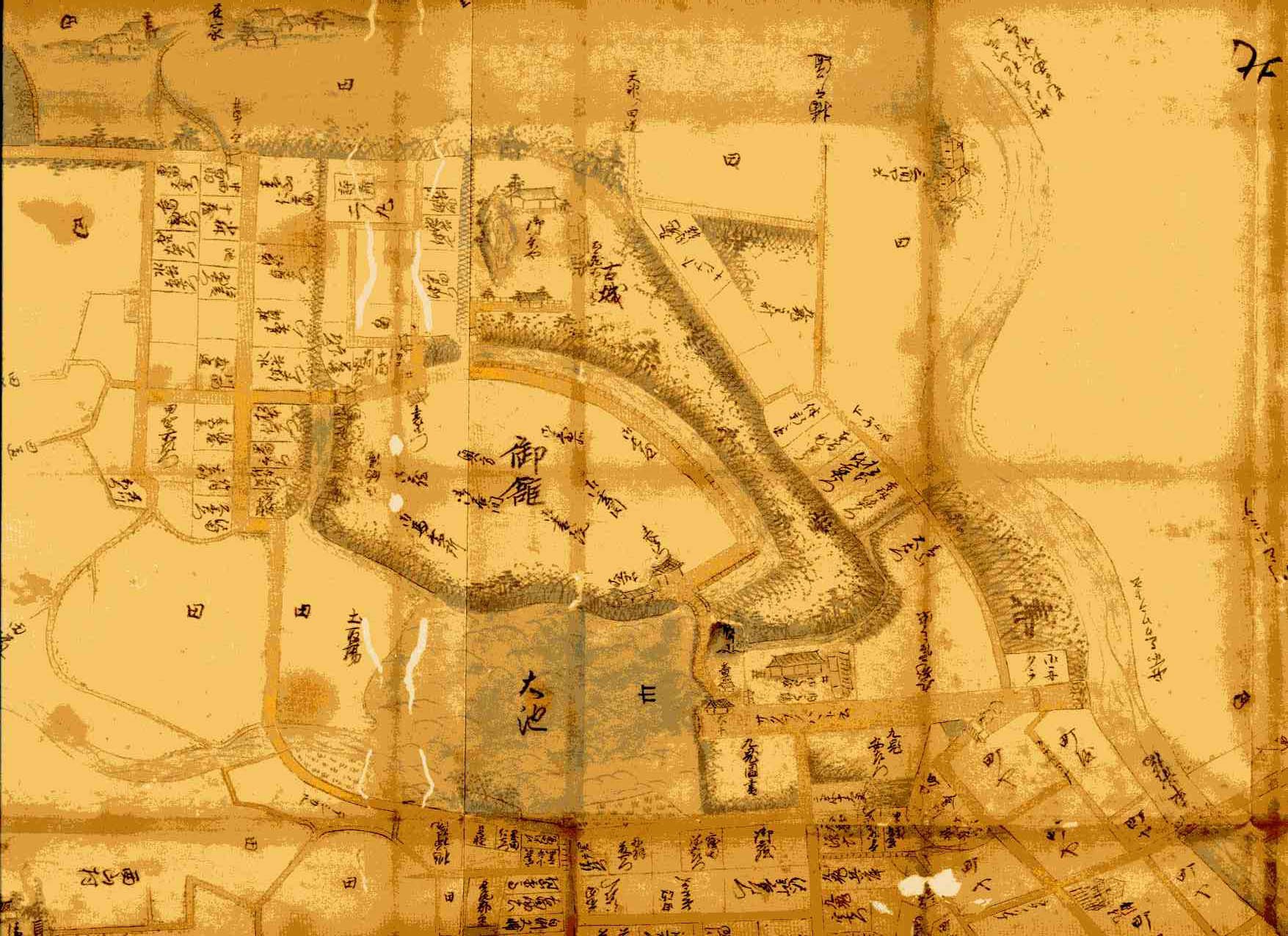
三田城下絵図（城郭部分の拡大図）/個人蔵

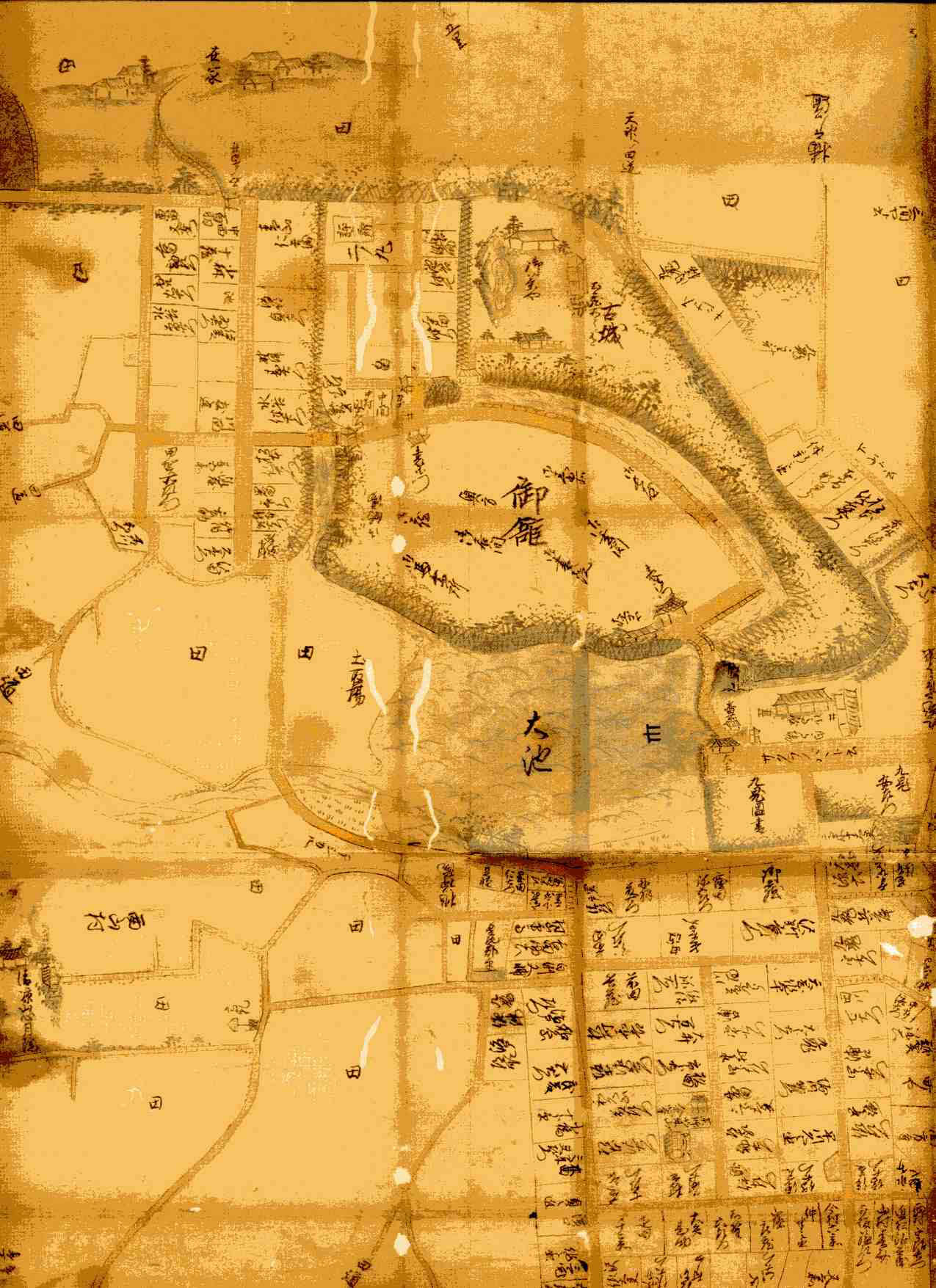
三田城下絵図（城郭と武家屋敷部分の拡大図）/個人蔵

## 城跡へのアクセス
- 電車・バスでのアクセス

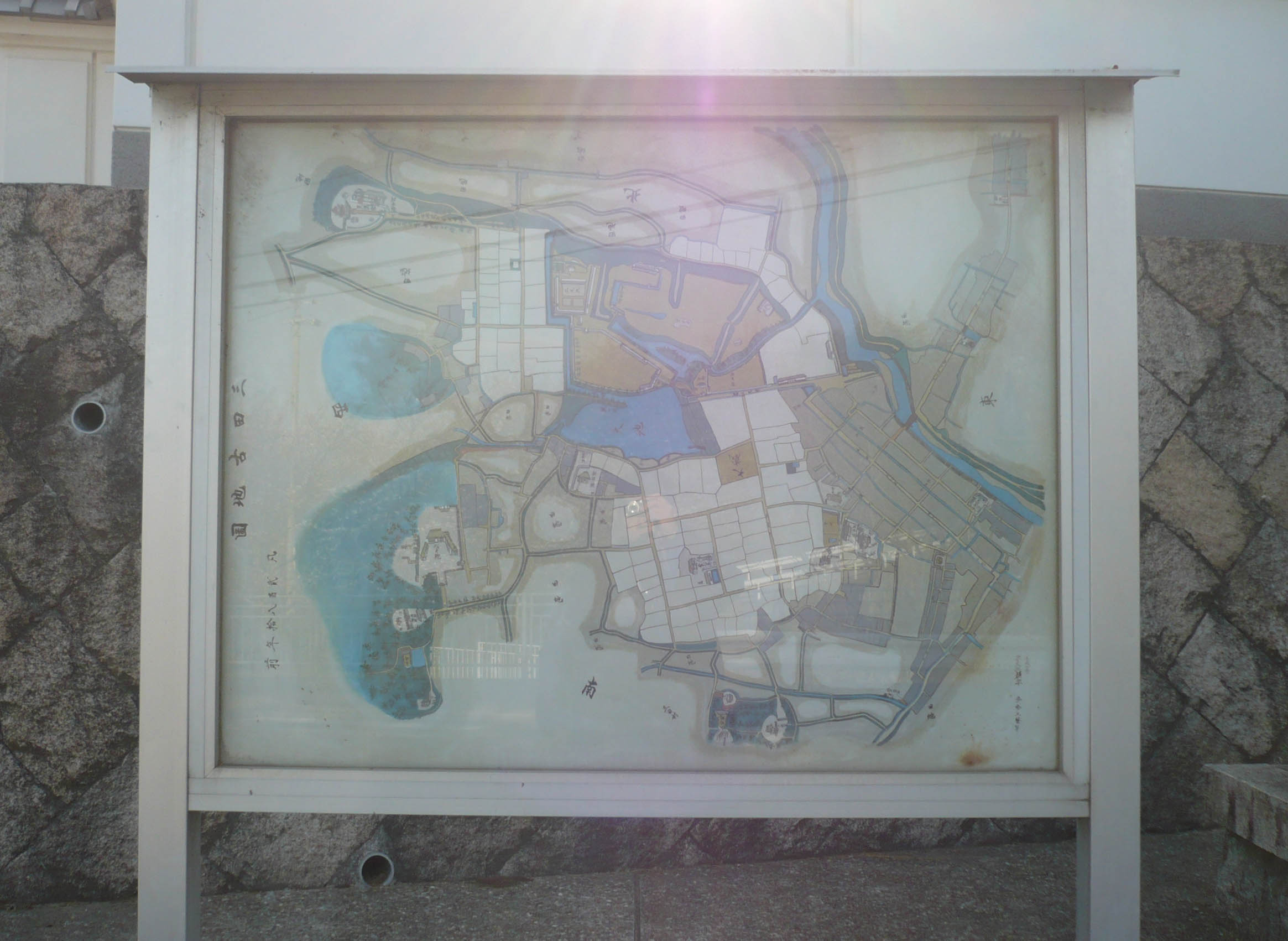
三田古地図の案内看板

  - JR西日本　福知山線　三田駅　→　南西に徒歩約15分
  - 神戸電鉄　三田線　三田駅　→　南西に徒歩約15分
  - 神戸電鉄　三田線　三田本町駅　→　北東に徒歩約15分
  - 神姫バス　法務局前停留所　→　南西に徒歩3分

- 車でのアクセス
  - 中国自動車道　神戸三田IC　→　兵庫県道356号線　→　兵庫県道141号　を経由し、三田方面へ約10分。もしくは神戸三田ICから兵庫県道95号を三田方面へ約10分。一旦JR三田駅前（もしくは神戸電鉄三田本町駅前）へ出て、その後兵庫県道141号を走行すると分かりやすい。JR三田駅前（もしくは神戸電鉄三田本町駅前）からだと、車で約5分。
  - 近隣に駐車場なし